# Список легіонерів ФК «Мілан»
Список легіонерів футбольного клубу «Мілан» включає список усіх легіонерів «Мілана», які провели хоча б один матч в офіційних турнірах за цей клуб. Кількість бразильських гравців які зіграли за клуб є найбільшою серед усіх країн — 36 гравців. Кларенс Зеєдорф провів рекордні 432 матчі серед легіонерів, а Гуннар Нордаль, забивши 221 гол, є найкращим бомбардиром. Рууд Гулліт, Марко ван Бастен (тричі), Джордж Веа, Андрій Шевченко та Кака, виступаючи у складі клубу, ставали володарями «Золотого м'яча».

### ENG

Рей Вілкінс

Марк Гейтлі

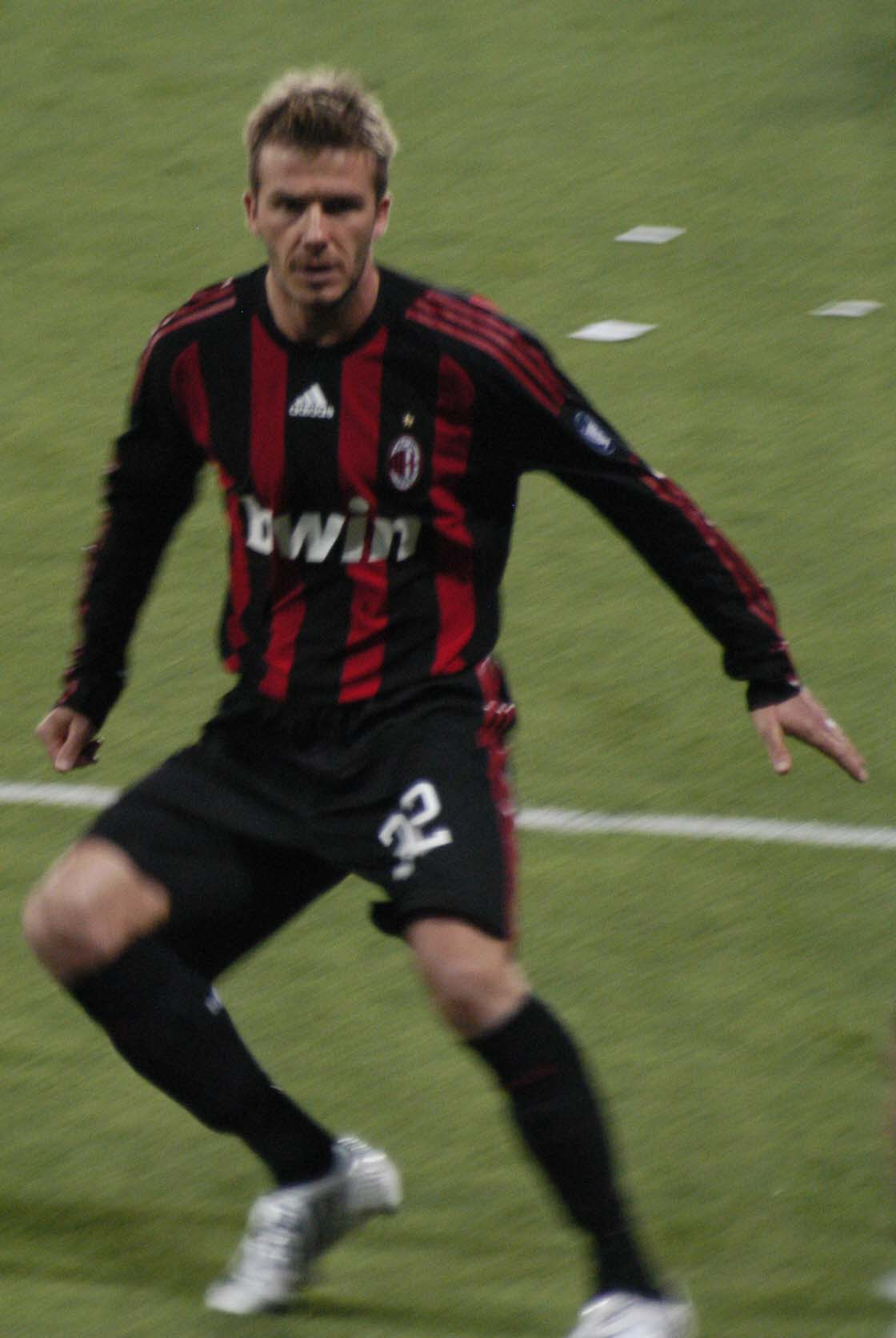
Девід Бекхем

### GEO

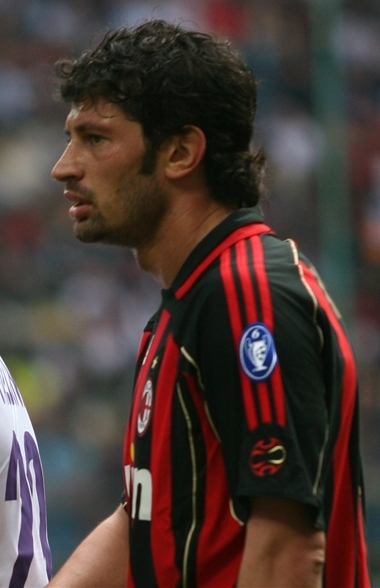
Каха Каладзе

### NED

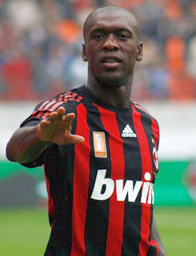
Кларенс Зеєдорф

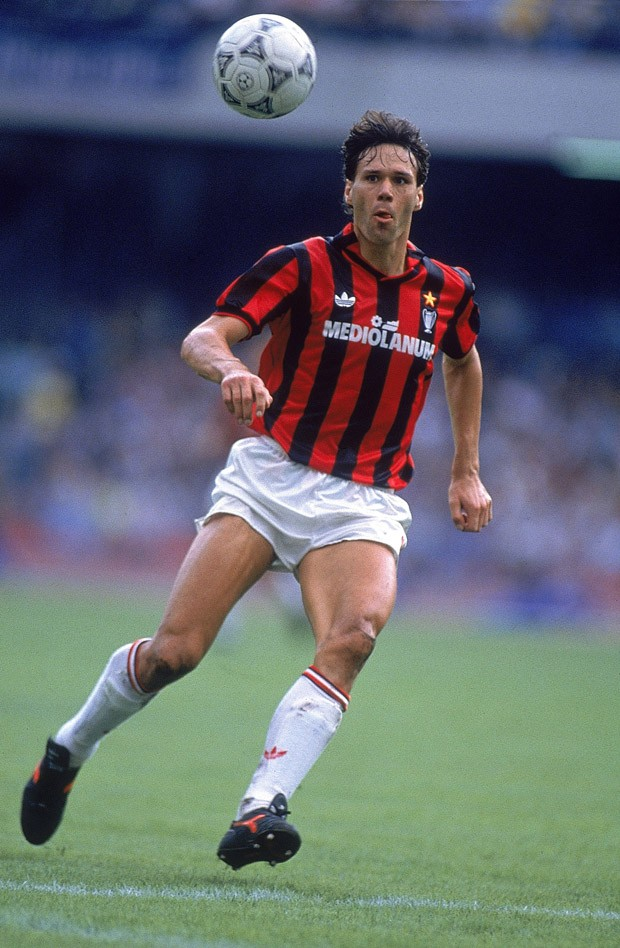
Марко ван Бастен

### UKR

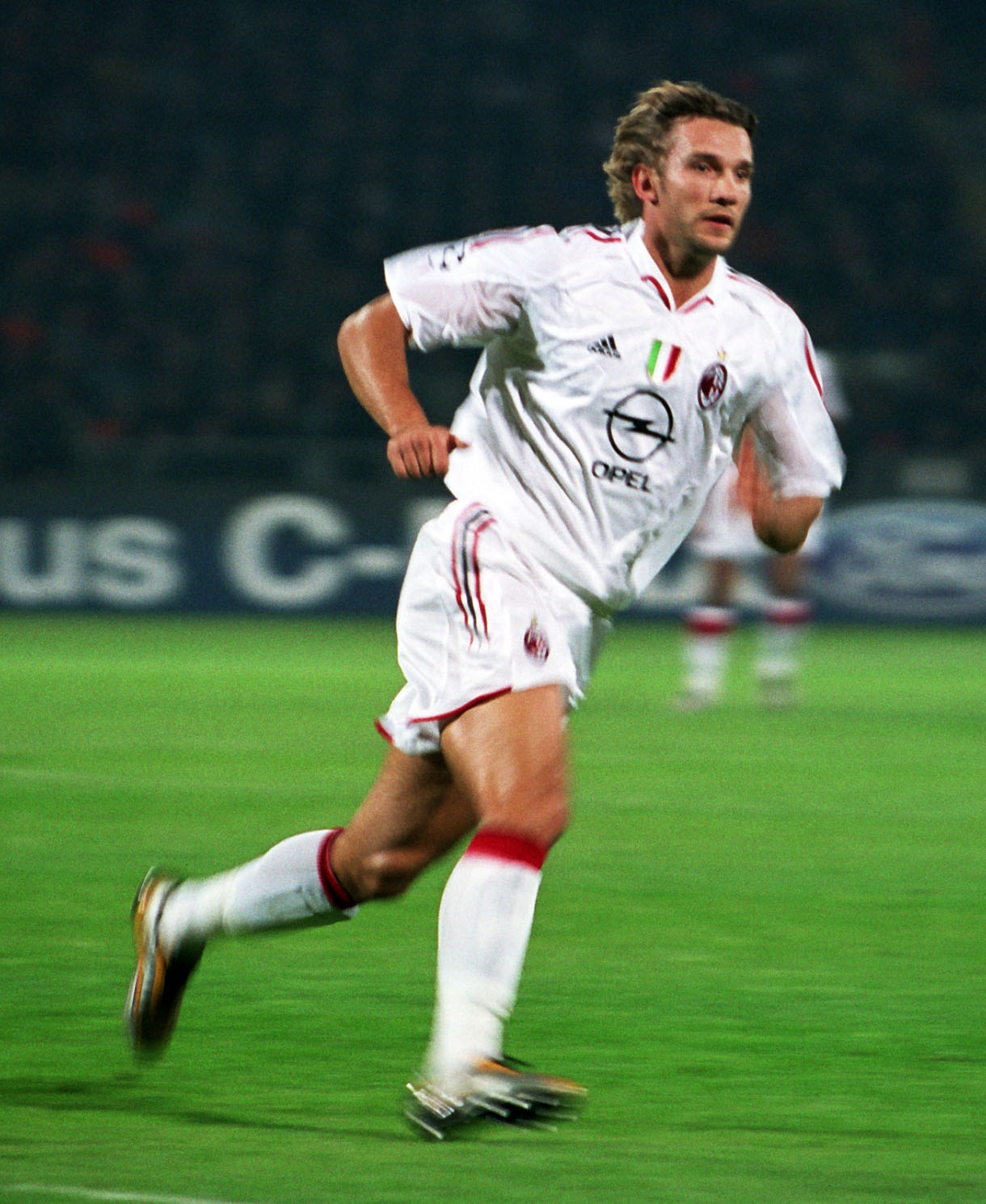
Андрій Шевченко

### FRA

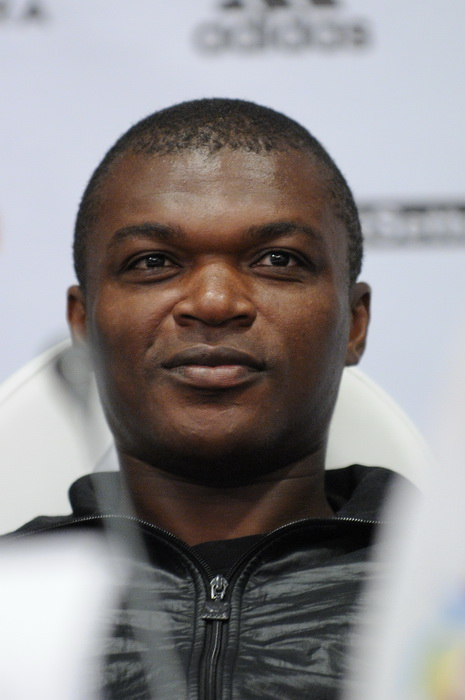
Марсель Десаї

## Європа

### Австрія
| Ім'я               | Позиція  | Період    | Попередній клуб | Наступний клуб | Теперішній клуб  | ЧІ      | КІ    | ЄК    | ІТ    | Загалом |
| ------------------ | -------- | --------- | --------------- | -------------- | ---------------- | ------- | ----- | ----- | ----- | ------- |
| Родольфо Остроманн | нападник | 1924—1928 | «Едере Пола»    | «Трієстіна»    | Завершив кар'єру | 73 (24) | 1 (1) | 0 (0) | 0 (0) | 77 (25) |

### Англія
| Ім'я                 | Позиція     | Період    | Попередній клуб         | Наступний клуб         | Теперішній клуб  | ЧІ      | КІ     | ЄК     | ІТ    | Загалом |
| -------------------- | ----------- | --------- | ----------------------- | ---------------------- | ---------------- | ------- | ------ | ------ | ----- | ------- |
| Фікайо Томорі        | захисник    | 2021—     | «Челсі»                 | —                      | «Мілан»          | 107 (6) | 6 (0)  | 28 (1) | 1 (0) | 142 (7) |
| Рей Вілкінс          | півзахисник | 1984—1987 | «Манчестер Юнайтед»     | «Парі Сен-Жермен»      | Завершив кар'єру | 73 (2)  | 25 (1) | 7 (0)  | 0 (0) | 105 (3) |
| Марк Гейтлі          | нападник    | 1984—1987 | «Портсмут»              | «Монако»               | Завершив кар'єру | 66 (17) | 16 (2) | 4 (2)  | 0 (0) | 86 (21) |
| Рубен Лофтус-Чік     | півзахисник | 2023—     | «Челсі»                 | —                      | «Мілан»          | 29 (6)  | 1 (0)  | 10 (4) | 0 (0) | 40 (10) |
| Лютер Бліссет        | нападник    | 1983—1984 | «Вотфорд»               | «Вотфорд»              | Завершив кар'єру | 30 (5)  | 9 (1)  | 0 (0)  | 0 (0) | 39 (6)  |
| Девід Бекхем         | півзахисник | 2009—2010 | «Лос-Анджелес Гелаксі»  | «Лос-Анджелес Гелаксі» | Завершив кар'єру | 29 (2)  | 0 (0)  | 4 (0)  | 0 (0) | 33 (2)  |
| Герберт Кілпін       | захисник    | 1900—1908 | «Інтернаціонале Торіно» | Без клубу              | Завершив кар'єру | 22 (7)  | 0 (0)  | 0 (0)  | 0 (0) | 2 (7)   |
| Еміл Крум            | півзахисник | 1912—1913 | Без клубу               | Без клубу              | Завершив кар'єру | 18 (4)  | 0 (0)  | 0 (0)  | 0 (0) | 18 (4)  |
| Джон Роберт Робертс  | півзахисник | 1912—1913 | «Дженоа»                | «Модена»               | Завершив кар'єру | 18 (1)  | 0 (0)  | 0 (0)  | 0 (0) | 18 (1)  |
| Джиммі Грівз         | нападник    | 1961      | «Челсі»                 | «Тоттенгем Готспур»    | Завершив кар'єру | 10 (9)  | 1 (0)  | 0 (0)  | 2 (0) | 13 (9)  |
| Ендрю Вільямс        | нападник    | 1913—1914 | Без клубу               | Без клубу              | Завершив кар'єру | 9 (1)   | 0 (0)  | 0 (0)  | 0 (0) | 9 (1)   |
| Самеуль Річард Девіс | нападник    | 1900—1902 | Без клубу               | Без клубу              | Завершив кар'єру | 4 (0)   | 0 (0)  | 0 (0)  | 0 (0) | 4 (0)   |
| Худ                  | вортар      | 1900—1902 | Без клубу               | Без клубу              | Завершив кар'єру | 3 (-5)  | 0 (0)  | 0 (0)  | 0 (0) | 3 (-5)  |
| Девід Аллісон        | нападник    | 1900—1901 | Без клубу               | Без клубу              | Завершив кар'єру | 3 (0)   | 0 (0)  | 0 (0)  | 0 (0) | 3 (0)   |
| Едвард Доббі         | нападник    | 1901      | «Торінезе»              | «Торінезе»             | Завершив кар'єру | 1 (0)   | 0 (0)  | 0 (0)  | 0 (0) | 1 (0)   |
| Едвард Вейд          | нападник    | 1902      | Без клубу               | Без клубу              | Завершив кар'єру | 1 (0)   | 0 (0)  | 0 (0)  | 0 (0) | 1 (0)   |
| Томас Маккормак      | вортар      | 1909—1910 | Без клубу               | Без клубу              | Завершив кар'єру | 1 (0)   | 0 (0)  | 0 (0)  | 0 (0) | 1 (0)   |

### Бельгія
| Ім'я               | Позиція     | Період    | Попередній клуб     | Наступний клуб      | Теперішній клуб  | ЧІ      | КІ    | ЄК     | ІТ    | Загалом  |
| ------------------ | ----------- | --------- | ------------------- | ------------------- | ---------------- | ------- | ----- | ------ | ----- | -------- |
| Алексіс Салемакерс | нападник    | 2020—     | «Андерлехт»         | —                   | «Мілан»          | 111 (6) | 8 (1) | 21 (3) | 0 (0) | 140 (10) |
| Луї ван Хеге       | нападник    | 1910—1917 | «Юніон Сент-Жилуаз» | «Юніон Сент-Жилуаз» | Завершив кар'єру | 88 (97) | 0 (0) | 0 (0)  | 4 (1) | 92 (98)  |
| Шарль Де Кетеларе  | півзахисник | 2022—2024 | «Брюгге»            | «Аталанта»          | «Аталанта»       | 32 (0)  | 1 (0) | 6 (0)  | 1 (0) | 40 (0)   |
| Дівок Орігі        | нападник    | 2022—     | «Ліверпуль»         | —                   | «Мілан»          | 27 (2)  | 0 (0) | 8 (0)  | 1 (0) | 36 (2)   |
| Ерік Геретс        | захисник    | 1983—1984 | «Стандард»          | «МВВ»               | Завершив кар'єру | 13 (1)  | 7 (0) | 0 (0)  | 0 (0) | 20 (1)   |
| Каміль Ніс         | нападник    | 1912—1913 | «Стандард»          | «Стандард»          | Завершив кар'єру | 18 (5)  | 0 (0) | 0 (0)  | 0 (0) | 18 (5)   |
| Макс Тобіас        | нападник    | 1910—1911 | «Юніон Сент-Жилуаз» | «Мехелен»           | Завершив кар'єру | 16 (11) | 0 (0) | 0 (0)  | 0 (0) | 16 (11)  |
| Астер Вранкс       | півзахисник | 2022—2023 | «Вольфсбург»        | «Вольфсбург»        | «Вольфсбург»     | 9 (0)   | 1 (0) | 0 (0)  | 0 (0) | 10 (0)   |

### Білорусь
| Ім'я            | Позиція  | Період    | Попередній клуб | Наступний клуб | Теперішній клуб  | ЧІ    | КІ    | ЄК    | ІТ    | Загалом |
| --------------- | -------- | --------- | --------------- | -------------- | ---------------- | ----- | ----- | ----- | ----- | ------- |
| Віталій Кутузов | нападник | 2001—2004 | «БАТЕ»          | «Сампдорія»    | Завершив кар'єру | 2 (0) | 2 (0) | 0 (0) | 0 (0) | 4 (0)   |

### Боснія і Герцеговина
| Ім'я          | Позиція     | Період    | Попередній клуб | Наступний клуб | Теперішній клуб        | ЧІ      | КІ    | ЄК     | ІТ    | Загалом |
| ------------- | ----------- | --------- | --------------- | -------------- | ---------------------- | ------- | ----- | ------ | ----- | ------- |
| Раде Крунич   | півзахисник | 2019—2024 | «Емполі»        | «Фенербахче»   | «Фенербахче»           | 101 (1) | 7 (0) | 31 (2) | 0 (0) | 139 (3) |
| Асмир Бегович | воротар     | 2020      | «Борнмут»       | «Борнмут»      | «Квінз Парк Рейнджерс» | 2 (0)   | 0 (0) | 0 (0)  | 0 (0) | 2 (0)   |

### Греція
| Ім'я                    | Позиція  | Період    | Попередній клуб | Наступний клуб | Теперішній клуб | ЧІ    | КІ    | ЄК    | ІТ    | Загалом |
| ----------------------- | -------- | --------- | --------------- | -------------- | --------------- | ----- | ----- | ----- | ----- | ------- |
| Сократіс Папастатопулос | захисник | 2010—2012 | «Дженоа»        | «Вердер»       | «Олімпіакос»    | 5 (0) | 2 (0) | 0 (0) | 0 (0) | 7 (0)   |

### Грузія
| Ім'я         | Позиція  | Період    | Попередній клуб | Наступний клуб | Теперішній клуб  | ЧІ       | КІ     | ЄК     | ІТ    | Загалом  |
| ------------ | -------- | --------- | --------------- | -------------- | ---------------- | -------- | ------ | ------ | ----- | -------- |
| Каха Каладзе | захисник | 2001—2010 | «Динамо» (Київ) | «Дженоа»       | Завершив кар'єру | 194 (12) | 23 (1) | 64 (0) | 3 (0) | 284 (13) |

### Данія
| Ім'я              | Позиція     | Період    | Попередній клуб | Наступний клуб   | Теперішній клуб  | ЧІ      | КІ     | ЄК     | ІТ    | Загалом  |
| ----------------- | ----------- | --------- | --------------- | ---------------- | ---------------- | ------- | ------ | ------ | ----- | -------- |
| Томас Гельвег     | захисник    | 1998—2003 | «Удінезе»       | «Інтернаціонале» | Завершив кар'єру | 105 (0) | 21 (1) | 20 (1) | 0 (0) | 146 (2)  |
| Сімон К'єр        | захисник    | 2020—2024 | «Севілья»       | Без клубу        | Без клубу        | 91 (0)  | 6 (0)  | 23 (1) | 1 (0) | 121 (1)  |
| Йон-Даль Томассон | нападник    | 2002—2005 | «Феєнорд»       | «Штутгарт»       | Завершив кар'єру | 75 (22) | 14 (8) | 23 (4) | 2 (1) | 114 (35) |
| Мартін Лаурсен    | захисник    | 2001—2004 | «Парма»         | «Астон Вілла»    | Завершив кар'єру | 42 (2)  | 19 (0) | 22 (0) | 0 (0) | 82 (2)   |
| Йорген Сьоренсен  | нападник    | 1953—1955 | «Аталанта»      | «Оденсе»         | Завершив кар'єру | 64 (28) | 0 0)   | 0 (0)  | 1 (1) | 65 (29)  |
| Браян Лаудруп     | півзахисник | 1993—1994 | «Фіорентіна»    | «Фіорентіна»     | Завершив кар'єру | 9 (1)   | 2 (0)  | 6 (1)  | 1 (0) | 18 (2)   |

### Ірландія
| Ім'я        | Позиція  | Період    | Попередній клуб   | Наступний клуб | Теперішній клуб  | ЧІ     | КІ    | ЄК    | ІТ    | Загалом |
| ----------- | -------- | --------- | ----------------- | -------------- | ---------------- | ------ | ----- | ----- | ----- | ------- |
| Падді Слоан | нападник | 1948—1949 | «Шеффілд Юнайтед» | «Удінезе»      | Завершив кар'єру | 30 (9) | 0 (0) | 0 (0) | 0 (0) | 30 (9)  |

### Ісландія
| Ім'я                | Позиція     | Період    | Попередній клуб | Наступний клуб | Теперішній клуб  | ЧІ     | КІ    | ЄК    | ІТ    | Загалом |
| ------------------- | ----------- | --------- | --------------- | -------------- | ---------------- | ------ | ----- | ----- | ----- | ------- |
| Альберт Гудмундссон | півзахисник | 1948—1949 | «Нансі»         | «Расінг»       | Завершив кар'єру | 14 (2) | 0 (0) | 0 (0) | 0 (0) | 14 (2)  |

### Іспанія
| Ім'я            | Позиція     | Період    | Попередній клуб    | Наступний клуб | Теперішній клуб  | ЧІ       | КІ     | ЄК     | ІТ    | Загалом  |
| --------------- | ----------- | --------- | ------------------ | -------------- | ---------------- | -------- | ------ | ------ | ----- | -------- |
| Сусо            | нападник    | 2015—2020 | «Ліверпуль»        | «Севілья»      | «Севілья»        | 126 (21) | 12 (1) | 14 (2) | 1 (0) | 153 (24) |
| Брахім Діас     | півзахисник | 2020—     | «Реал Мадрид»      | —              | «Мілан»          | 91 (13)  | 7 (0)  | 25 (5) | 1 (0) | 124 (18) |
| Саму Кастільєхо | нападник    | 2018—2022 | «Вільярреал»       | «Валенсія»     | «Валенсія»       | 86 (7)   | 9 (1)  | 17 (2) | 1 (0) | 113 (10) |
| Хосе Марі       | нападник    | 2000—2003 | «Атлетіко»         | «Вільярреал»   | Завершив кар'єру | 51 (5)   | 9 (3)  | 14 (6) | 0 (0) | 74 (14)  |
| Дієго Лопес     | воротар     | 2014—2017 | «Реал Мадрид»      | «Еспаньйол»    | «Райо Вальєкано» | 36 (0)   | 1 (0)  | 0 (0)  | 0 (0) | 37 (0)   |
| Хаві Морено     | нападник    | 2001—2002 | «Депортіво Алавес» | «Атлетіко»     | Завершив кар'єру | 16 (2)   | 4 (4)  | 7 (3)  | 0 (0) | 27 (9)   |
| Боян Кркіч      | нападник    | 2012—2013 | «Рома»             | «Рома»         | «Віссел Кобе»    | 19 (3)   | 2 (0)  | 6 (0)  | 0 (0) | 27 (3)   |
| Жерар Деулофеу  | нападник    | 2017      | «Евертон»          | «Евертон»      | «Удінезе»        | 17 (4)   | 1 (0)  | 0 (0)  | 0 (0) | 18 (4)   |
| Пепе Рейна      | воротар     | 2018—2020 | «Наполі»           | «Лаціо»        | «Вільярреал»     | 5 (0)    | 2 (0)  | 6 (0)  | 0 (0) | 13 (0)   |
| Алекс Хіменес   | захисник    | 2023—     | «Реал Мадрид»      | —              | «Мілан»          | 9 (0)    | 2 (0)  | 0 (0)  | 2 (0) | 13 (0)   |
| Фернандо Торрес | нападник    | 2014—2016 | «Челсі»            | «Атлетіко»     | Завершив кар'єру | 10 (1)   | 0 (0)  | 0 (0)  | 0 (0) | 10 (1)   |
| Дідак Віла      | захисник    | 2011—2015 | «Еспаньйол»        | «АЕК»          | «Еспаньйол»      | 1 (0)    | 0 (0)  | 0 (0)  | 0 (0) | 1 (0)    |

### Нідерланди
| Ім'я                | Позиція     | Період    | Попередній клуб       | Наступний клуб         | Теперішній клуб  | ЧІ       | КІ      | ЄК      | ІТ    | Загалом   |
| ------------------- | ----------- | --------- | --------------------- | ---------------------- | ---------------- | -------- | ------- | ------- | ----- | --------- |
| Кларенс Зеєдорф     | півзахисник | 2002—2012 | «Інтернаціонале»      | «Ботафого»             | Завершив кар'єру | 300 (47) | 25 (5)  | 100 (9) | 7 (1) | 432 (62)  |
| Марко ван Бастен    | нападник    | 1987—1995 | «Аякс»                | Завершив кар'єру       | Завершив кар'єру | 147 (90) | 22 (13) | 30 (22) | 4 (2) | 205 (128) |
| Франк Райкард       | півзахисник | 1988—1993 | «Спортінг»            | «Аякс»                 | Завершив кар'єру | 142 (16) | 24 (0)  | 28 (6)  | 7 (4) | 201 (26)  |
| Рууд Гулліт         | півзахисник | 1987—1994 | «ПСВ»                 | «Сампдорія»            | Завершив кар'єру | 125 (39) | 17 (10) | 24 (6)  | 5 (2) | 171 (56)  |
| Урбі Емануельсон    | півзахисник | 2011—2014 | «Аякс»                | «Рома»                 | Завершив кар'єру | 75 (3)   | 9 (1)   | 21 (1)  | 1 (0) | 106 (5)   |
| Найджел де Йонг     | півзахисник | 2012—2016 | «Манчестер Сіті»      | «Лос-Анджелес Гелаксі» | Завершив кар'єру | 79 (6)   | 3 (1)   | 14 (0)  | 0 (0) | 96 (7)    |
| Тейяні Рейндерс     | півзахисник | 2023—     | «АЗ»                  | —                      | «Мілан»          | 55 (8)   | 3 (1)   | 18 (4)  | 2 (0) | 78 (13)   |
| Яп Стам             | захисник    | 2004—2006 | «Лаціо»               | «Аякс»                 | Завершив кар'єру | 42 (1)   | 5 (0)   | 17 (1)  | 1 (0) | 65 (2)    |
| Марк ван Боммел     | півзахисник | 2011—2012 | «Баварія»             | «ПСВ»                  | Завершив кар'єру | 39 (0)   | 4 (0)   | 6 (0)   | 1 (0) | 50 (0)    |
| Едгар Давідс        | півзахисник | 1996—1998 | «Аякс»                | «Ювентус»              | Завершив кар'єру | 19 (0)   | 7 (0)   | 4 (1)   | 1 (0) | 31 (1)    |
| Патрік Клюйверт     | нападник    | 1997—1998 | «Аякс»                | «Барселона»            | Завершив кар'єру | 28 (6)   | 2 (2)   | 0 (0)   | 0 (0) | 30 (8)    |
| Клас-Ян Гунтелар    | нападник    | 2009—2010 | «Реал Мадрид»         | «Шальке 04»            | Завершив кар'єру | 25 (7)   | 2 (0)   | 3 (0)   | 0 (0) | 30 (7)    |
| Марко ван Гінкел    | півзахисник | 2014—2015 | «Челсі»               | «Челсі»                | «ПСВ»            | 17 (1)   | 1 (0)   | 0 (0)   | 0 (0) | 18 (1)    |
| Майкл Рейзігер      | захисник    | 1996—1997 | «Аякс»                | «Барселона»            | Завершив кар'єру | 10 (0)   | 4 (0)   | 3 (0)   | 1 (0) | 18 (0)    |
| Вінстон Богард      | захисник    | 1997      | «Аякс»                | «Барселона»            | Завершив кар'єру | 3 (0)    | 1 (0)   | 0 (0)   | 0 (0) | 4 (0)     |
| Франсуа Менно Кноте | воротар     | 1905—1906 | «Вікторія Вагенінген» | Завершив кар'єру       | Завершив кар'єру | 2 (-2)   | 0 (0)   | 0 (0)   | 0 (0) | 2 (-2)    |
| Гарві Есаяс         | захисник    | 2004—2005 | «Трансвааль»          | «Леньяно»              | Завершив кар'єру | 0 (0)    | 1 (0)   | 0 (0)   | 0 (0) | 1 (0)     |

### Німеччина
| Ім'я                   | Позиція     | Період          | Попередній клуб  | Наступний клуб        | Теперішній клуб  | ЧІ      | КІ     | ЄК     | ІТ     | Загалом  |
| ---------------------- | ----------- | --------------- | ---------------- | --------------------- | ---------------- | ------- | ------ | ------ | ------ | -------- |
| Карл-Гайнц Шнеллінгер  | захисник    | 1965—1974       | «Рома»           | «Теніс Боруссія»      | Завершив кар'єру | 222 (0) | 52 (3) | 49 (0) | 11 (0) | 334 (3)  |
| Олівер Біргофф         | нападник    | 1998—2001       | «Удінезе»        | «Монако»              | Завершив кар'єру | 91 (36) | 11 (4) | 16 (4) | 1 (0)  | 119 (44) |
| Малік Тшау             | захисник    | 2022—           | «Шальке 04»      | —                     | «Мілан»          | 41 (0)  | 0 (0)  | 13 (0) | 0 (0)  | 54 (0)   |
| Крістіан Циге          | захисник    | 1997—1999       | «Баварія»        | «Мідлсбро»            | Завершив кар'єру | 39 (4)  | 8 (0)  | 0 (0)  | 0 (0)  | 47 (4)   |
| Александр Меркель      | півзахисник | 2010—2012       | Вихованець клубу | «Дженоа»              | «Газіантеп»      | 7 (0)   | 4 (1)  | 2 (0)  | 0 (0)  | 13 (1)   |
| Єнс Леманн             | воротар     | 1998—1999       | «Шальке 04»      | «Боруссія» (Дортмунд) | Завершив кар'єру | 5 (-5)  | 1 (-1) | 0 (0)  | 0 (0)  | 6 (-6)   |
| Йохан Фердінанд Медлер | нападник    | 1902, 1907—1908 | Без клубу        | «Цюрих»               | Завершив кар'єру | 12 (6)  | 0 (0)  | 0 (0)  | 0 (0)  | 11 (6)   |
| Ганс Майєр Гаубергер   | нападник    | 1905—1906       | Без клубу        | «Ювентус»             | Завершив кар'єру | 6 (0)   | 0 (0)  | 0 (0)  | 0 (0)  | 6 (0)    |

### Норвегія
| Ім'я             | Позиція     | Період    | Попередній клуб | Наступний клуб | Теперішній клуб  | ЧІ     | КІ    | ЄК    | ІТ    | Загалом |
| ---------------- | ----------- | --------- | --------------- | -------------- | ---------------- | ------ | ----- | ----- | ----- | ------- |
| Пер Бредесен     | півзахисник | 1956—1967 | «Удінезе»       | «Барі»         | Завершив кар'єру | 27 (6) | 4 (1) | 2 (0) | 2 (1) | 35 (8)  |
| Єнс Петтер Гауге | нападник    | 2020—2022 | «Буде-Глімт»    | «Айнтрахт»     | «Гент»           | 18 (2) | 1 (0) | 5 (3) | 0 (0) | 24 (5)  |
| Стейнар Нільсен  | захисник    | 1997—1998 | «Тромсе»        | «Наполі»       | Завершив кар'єру | 5 (0)  | 2 (1) | 0 (0) | 0 (0) | 5 (1)   |

### Польща
| Ім'я            | Позиція  | Період    | Попередній клуб | Наступний клуб | Теперішній клуб | ЧІ      | КІ    | ЄК    | ІТ    | Загалом |
| --------------- | -------- | --------- | --------------- | -------------- | --------------- | ------- | ----- | ----- | ----- | ------- |
| Кшиштоф Пйонтек | нападник | 2019—2020 | «Дженоа»        | «Герта»        | «Фіорентіна»    | 36 (13) | 5 (3) | 0 (0) | 0 (0) | 41 (16) |

### Португалія
| Ім'я        | Позиція     | Період    | Попередній клуб     | Наступний клуб      | Теперішній клуб     | ЧІ       | КІ     | ЄК     | ІТ    | Загалом  |
| ----------- | ----------- | --------- | ------------------- | ------------------- | ------------------- | -------- | ------ | ------ | ----- | -------- |
| Рафаел Леао | нападник    | 2019—     | «Лілль»             | —                   | «Мілан»             | 164 (47) | 11 (4) | 34 (7) | 1 (0) | 210 (58) |
| Руй Кошта   | півзахисник | 2001—2006 | «Фіорентіна»        | «Бенфіка»           | Завершив кар'єру    | 124 (4)  | 17 (4) | 47 (3) | 4 (0) | 192 (11) |
| Андре Сілва | нападник    | 2017—2020 | «Порту»             | «Айнтрахт»          | «РБ Лейпциг»        | 25 (2)   | 2 (0)  | 14 (8) | 0 (0) | 41 (10)  |
| Діогу Дало  | захисник    | 2020—2021 | «Манчестер Юнайтед» | «Манчестер Юнайтед» | «Манчестер Юнайтед» | 21 (1)   | 2 (0)  | 10 (1) | 0 (0) | 33 (2)   |
| Паулу Футре | нападник    | 1995—1996 | «Реджана»           | «Вест Гем Юнайтед»  | Завершив кар'єру    | 1 (0)    | 0 (0)  | 0 (0)  | 0 (0) | 1 (0)    |

### Румунія
| Ім'я               | Позиція     | Період    | Попередній клуб    | Наступний клуб | Теперішній клуб  | ЧІ       | КІ     | ЄК      | ІТ     | Загалом  |
| ------------------ | ----------- | --------- | ------------------ | -------------- | ---------------- | -------- | ------ | ------- | ------ | -------- |
| Космін Контра      | півзахисник | 2001—2002 | «Депортіво Алавес» | «Атлетіко»     | Завершив кар'єру | 29 (3)   | 4 (0)  | 11 (1)  | 0 (0)  | 44 (4)   |
| Чіпріан Тетерушану | воротар     | 2020—2023 | «Ліон»             | «Абха»         | «Абха»           | 23 (-35) | 3 (-3) | 10 (-7) | 1 (-3) | 37 (-48) |
| Флорін Редучою     | нападник    | 1993—1994 | «Брешія»           | «Еспаньйол»    | Завершив кар'єру | 7 (2)    | 2 (1)  | 0 (0)   | 0 (0)  | 9 (3)    |

### Сан-Марино
| Ім'я         | Позиція  | Період    | Попередній клуб | Наступний клуб | Теперішній клуб  | ЧІ    | КІ    | ЄК    | ІТ    | Загалом |
| ------------ | -------- | --------- | --------------- | -------------- | ---------------- | ----- | ----- | ----- | ----- | ------- |
| Марко Мачіна | нападник | 1985—1986 | «Парма»         | «Реджана»      | Завершив кар'єру | 5 (0) | 2 (0) | 3 (0) | 3 (1) | 13 (1)  |

### Сербія
| Ім'я              | Позиція  | Період    | Попередній клуб  | Наступний клуб | Теперішній клуб | ЧІ     | КІ    | ЄК    | ІТ    | Загалом |
| ----------------- | -------- | --------- | ---------------- | -------------- | --------------- | ------ | ----- | ----- | ----- | ------- |
| Лука Йович        | нападник | 2023—     | «Фіорентіна»     | —              | «Мілан»         | 23 (6) | 2 (2) | 5 (1) | 0 (0) | 30 (9)  |
| Страхиня Павлович | захисник | 2024—     | Ред Булл         | —              | «Мілан»         | 10 (1) | 1 (0) | 0 (0) | 3 (0) | 14 (1)  |
| Ян-Карло Симич    | захисник | 2023—2024 | Вихованець клубу | Андерлехт      | Андерлехт       | 4 (1)  | 2 (0) | 0 (0) | 0 (0) | 6 (1)   |
| Марко Лазетич     | нападник | 2022—     | «Црвена Звезда»  | —              | «Мілан»         | 1 (0)  | 1 (0) | 0 (0) | 0 (0) | 2 (0)   |

### Словаччина
| Ім'я       | Позиція     | Період    | Попередній клуб | Наступний клуб | Теперішній клуб | ЧІ     | КІ    | ЄК    | ІТ    | Загалом |
| ---------- | ----------- | --------- | --------------- | -------------- | --------------- | ------ | ----- | ----- | ----- | ------- |
| Юрай Куцка | півзахисник | 2015—2017 | «Дженоа»        | «Трабзонспор»  | «Вотфорд»       | 59 (4) | 7 (1) | 0 (0) | 1 (0) | 67 (5)  |

### Словенія
| Ім'я          | Позиція     | Період    | Попередній клуб | Наступний клуб | Теперішній клуб  | ЧІ     | КІ    | ЄК    | ІТ    | Загалом |
| ------------- | ----------- | --------- | --------------- | -------------- | ---------------- | ------ | ----- | ----- | ----- | ------- |
| Вальтер Бірса | півзахисник | 2013—2015 | «Дженоа»        | «К'єво»        | Завершив кар'єру | 15 (2) | 2 (0) | 4 (0) | 0 (0) | 21 (2)  |

### Туреччина
| Ім'я             | Позиція     | Період    | Попередній клуб | Наступний клуб   | Теперішній клуб  | ЧІ       | КІ     | ЄК     | ІТ    | Загалом  |
| ---------------- | ----------- | --------- | --------------- | ---------------- | ---------------- | -------- | ------ | ------ | ----- | -------- |
| Хакан Чалханоглу | півзахисник | 2017—2021 | «Баєр 04»       | «Інтернаціонале» | «Інтернаціонале» | 135 (22) | 12 (2) | 24 (8) | 1 (0) | 172 (32) |
| Юміт Давала      | півзахисник | 2001—2002 | «Галатасарай»   | «Інтернаціонале» | Завершив кар'єру | 10 (0)   | 3 (0)  | 0 (0)  | 0 (0) | 13 (0)   |

### Угорщина
| Ім'я         | Позиція     | Період    | Попередній клуб         | Наступний клуб   | Теперішній клуб  | ЧІ      | КІ    | ЄК    | ІТ    | Загалом |
| ------------ | ----------- | --------- | ----------------------- | ---------------- | ---------------- | ------- | ----- | ----- | ----- | ------- |
| Йожеф Банаш  | півзахисник | 1924—1926 | «Тапліцер»              | Завершив кар'єру | Завершив кар'єру | 40 (2)  | 0 (0) | 0 (0) | 0 (0) | 40 (2)  |
| Арпад Хайош  | півзахисник | 1926—1927 | «Болонья»               | Завершив кар'єру | Завершив кар'єру | 26 (3)  | 1 (0) | 0 (0) | 0 (0) | 27 (3)  |
| Карл Мюллер  | нападник    | 1925—1926 | Без клубу               | Без клубу        | Завершив кар'єру | 22 (12) | 0 (0) | 0 (0) | 0 (0) | 22 (12) |
| Йожеф Зіліші | півзахисник | 1929—1930 | «Адміра Ваккер Медлінг» | «Каррарезе»      | Завершив кар'єру | 1 (0)   | 0 (0) | 0 (0) | 0 (0) | 1 (0)   |

### Україна
| Ім'я            | Позиція  | Період              | Попередній клуб         | Наступний клуб | Теперішній клуб  | ЧІ        | КІ     | ЄК      | ІТ    | Загалом   |
| --------------- | -------- | ------------------- | ----------------------- | -------------- | ---------------- | --------- | ------ | ------- | ----- | --------- |
| Андрій Шевченко | нападник | 1996—2006 2008—2009 | «Динамо» (Київ) «Челсі» | «Челсі»        | Завершив кар'єру | 226 (127) | 16 (7) | 75 (37) | 5 (4) | 322 (175) |

### Уельс
| Ім'я             | Позиція  | Період    | Попередній клуб | Наступний клуб | Теперішній клуб  | ЧІ    | КІ    | ЄК    | ІТ    | Загалом |
| ---------------- | -------- | --------- | --------------- | -------------- | ---------------- | ----- | ----- | ----- | ----- | ------- |
| Ллевеллін Невілл | нападник | 1900—1901 | Без клубу       | Без клубу      | Завершив кар'єру | 2 (0) | 0 (0) | 0 (0) | 0 (0) | 2 (0)   |

### Франція
| Ім'я            | Позиція     | Період              | Попередній клуб   | Наступний клуб     | Теперішній клуб  | ЧІ       | КІ     | ЄК       | ІТ    | Загалом    |
| --------------- | ----------- | ------------------- | ----------------- | ------------------ | ---------------- | -------- | ------ | -------- | ----- | ---------- |
| Тео Ернандес    | захисник    | 2019—               | «Реал Мадрид»     | —                  | «Мілан»          | 162 (27) | 12 (1) | 38 (1)   | 1 (0) | 213 (29)   |
| Марсель Десаї   | захисник    | 1993—1998           | «Марсель»         | «Челсі»            | Завершив кар'єру | 137 (5)  | 14 (0) | 28 (2)   | 7 (0) | 186 (7)    |
| Олів'є Жіру     | нападник    | 2021—2024           | «Челсі»           | «Лос-Анджелес»     | «Лос-Анджелес»   | 97 (39)  | 6 (3)  | 28 (7)   | 1 (0) | 132 (49)   |
| Матьє Фламіні   | півзахисник | 2008—2013           | «Арсенал»         | «Арсенал»          | Завершив кар'єру | 97 (7)   | 6 (1)  | 20 (0)   | 0 (0) | 123 (8)    |
| Філіпп Мексес   | захисник    | 2011—2016           | «Рома»            | Завершив кар'єру   | Завершив кар'єру | 86 (6)   | 9 (0)  | 19 (1)   | 1 (0) | 114 (7)    |
| П'єр Калулу     | захисник    | 2020—               | «Ліон II»         | —                  | «Мілан»          | 84 (3)   | 6 (0)  | 21 (0)   | 1 (0) | 112 (3)    |
| Майк Меньян     | воротар     | 2021—               | «Лілль»           | —                  | «Мілан»          | 83 (-76) | 5 (-6) | 22 (-29) | 0 (0) | 110 (-111) |
| Ібрагім Ба      | півзахисник | 1997—2003           | «Бордо»           | «Болтон Вондерерз» | Завершив кар'єру | 56 (1)   | 16 (0) | 4 (0)    | 1 (0) | 77 (1)     |
| Нестор Комбен   | нападник    | 1969—1971           | «Торіно»          | «Мец»              | Завершив кар'єру | 50 (11)  | 14 (5) | 4 (3)    | 2 (1) | 70 (20)    |
| Жан-П'єр Папен  | нападник    | 1992—1994           | «Марсель»         | «Баварія»          | Завершив кар'єру | 40 (18)  | 6 (4)  | 13 (7)   | 4 (2) | 63 (31)    |
| Тьємуе Бакайоко | півзахисник | 2018—2019 2021—2023 | «Челсі» «Наполі»  | «Монако» «Челсі»   | Без клубу        | 48 (1)   | 5 (0)  | 9 (0)    | 1 (0) | 63 (1)     |
| Йоанн Гуркюфф   | півзахисник | 2006—2009           | «Ренн»            | «Бордо»            | Завершив кар'єру | 36 (2)   | 6 (0)  | 12 (1)   | 0 (0) | 54 (3)     |
| Жеремі Менез    | нападник    | 2014—2016           | «Парі Сен-Жермен» | «Бордо»            | «Реджина»        | 43 (18)  | 3 (2)  | 0 (0)    | 0 (0) | 46 (21)    |
| Аділь Рамі      | захисник    | 2014—2015           | «Валенсія»        | «Севілья»          | «Труа»           | 39 (4)   | 3 (0)  | 2 (0)    | 0 (0) | 44 (4)     |
| Брюно Н'Готті   | захисник    | 1998—2000           | «Парі Сен-Жермен» | «Марсель»          | Завершив кар'єру | 34 (1)   | 5 (0)  | 0 (0)    | 3 (0) | 42 (1)     |
| Ясін Адлі       | півзахисник | 2021—               | «Бордо»           | —                  | «Мілан»          | 30 (1)   | 2 (0)  | 7 (0)    | 0 (0) | 39 (1)     |
| Крістоф Дюгаррі | нападник    | 1996—1997           | «Бордо»           | «Барселона»        | Завершив кар'єру | 21 (5)   | 2 (0)  | 3 (1)    | 0 (0) | 26 (6)     |
| Суаліхо Мейте   | півзахисник | 2021                | «Торіно»          | «Торіно»           | «Кремонезе»      | 16 (0)   | 1 (0)  | 4 (0)    | 0 (0) | 21 (0)     |
| Вікаш Дорасо    | півзахисник | 2004—2005           | «Ліон»            | «Парі Сен-Жермен»  | Завершив кар'єру | 12 (0)   | 3 (0)  | 4 (0)    | 1 (0) | 20 (0)     |
| Патрік Вієйра   | півзахисник | 1995—1996           | «Канн»            | «Арсенал»          | Завершив кар'єру | 2 (0)    | 1 (0)  | 2 (0)    | 0 (0) | 5 (0)      |
| Люїс Вагнер     | захисник    | 1901—1902           | Без клубу         | Без клубу          | Завершив кар'єру | 2 (0)    | 0 (0)  | 0 (0)    | 0 (0) | 2 (0)      |

### Хорватія
| Ім'я            | Позиція     | Період    | Попередній клуб   | Наступний клуб   | Теперішній клуб  | ЧІ       | КІ     | ЄК     | ІТ    | Загалом  |
| --------------- | ----------- | --------- | ----------------- | ---------------- | ---------------- | -------- | ------ | ------ | ----- | -------- |
| Звонимир Бобан  | півзахисник | 1991—2001 | «Динамо» (Загреб) | «Сельта»         | Завершив кар'єру | 178 (21) | 26 (2) | 42 (6) | 5 (1) | 251 (30) |
| Даріо Шимич     | захисник    | 2002—2008 | «Інтернаціонале»  | «Монако»         | Завершив кар'єру | 82 (1)   | 22 (0) | 24 (0) | 1 (0) | 129 (1)  |
| Анте Ребич      | нападник    | 2019—2023 | «Айнтрахт»        | «Бешикташ»       | «Бешикташ»       | 100 (27) | 8 (1)  | 14 (1) | 1 (0) | 123 (29) |
| Никола Калинич  | нападник    | 2017—2018 | «Фіорентіна»      | «Атлетіко»       | «Хайдук»         | 31 (6)   | 4 (0)  | 6 (0)  | 0 (0) | 41 (6)   |
| Маріо Пашалич   | півзахисник | 2016—2017 | «Челсі»           | «Челсі»          | «Аталанта»       | 24 (5)   | 2 (0)  | 0 (0)  | 1 (0) | 27 (5)   |
| Маріо Манджукич | нападник    | 2021      | «Ад-Духаїль»      | Завершив кар'єру | Завершив кар'єру | 10 (0)   | 0 (0)  | 1 (0)  | 0 (0) | 11 (0)   |
| Даріо Смоє      | захисник    | 1997—1998 | «Рієка»           | «Монца»          | Завершив кар'єру | 6 (0)    | 3 (0)  | 0 (0)  | 0 (0) | 9 (0)    |
| Дражен Брнчич   | півзахисник | 2000—2001 | «Монца»           | «Інтернаціонале» | Завершив кар'єру | 1 (0)    | 3 (0)  | 1 (0)  | 0 (0) | 5 (0)    |
| Ален Халілович  | півзахисник | 2018—2020 | «Гамбург»         | «Бірмінгем Сіті» | «Рієка»          | 0 (0)    | 0 (0)  | 3 (0)  | 0 (0) | 3 (0)    |

### Чехія
| Ім'я               | Позиція  | Період    | Попередній клуб  | Наступний клуб | Теперішній клуб  | ЧІ      | КІ     | ЄК     | ІТ    | Загалом |
| ------------------ | -------- | --------- | ---------------- | -------------- | ---------------- | ------- | ------ | ------ | ----- | ------- |
| Марек Янкуловський | захисник | 2005—2011 | «Удінезе»        | «Банік»        | Завершив кар'єру | 113 (4) | 12 (0) | 27 (1) | 2 (1) | 154 (6) |
| Стефан Сімич       | захисник | 2014—2019 | Вихованець клубу | «Хайдук»       | «Хайдук»         | 0 (0)   | 0 (0)  | 1 (0)  | 0 (0) | 1 (0)   |

### Швейцарія
| Ім'я                | Позиція     | Період    | Попередній клуб | Наступний клуб    | Теперішній клуб  | ЧІ     | КІ     | ЄК     | ІТ    | Загалом |
| ------------------- | ----------- | --------- | --------------- | ----------------- | ---------------- | ------ | ------ | ------ | ----- | ------- |
| Рікардо Родрігес    | захисник    | 2017—2020 | «Вольфсбург»    | «Торіно»          | «Торіно»         | 74 (1) | 6 (0)  | 12 (3) | 1 (0) | 93 (4)  |
| Ноа Окафор          | нападник    | 2023—     | «Ред Булл»      | —                 | «Мілан»          | 28 (6) | 0 (0)  | 8 (0)  | 0 (0) | 36 (6)  |
| Йоган Фогель        | півзахисник | 2005—2006 | «ПСВ»           | «Реал Бетіс»      | Завершив кар'єру | 14 (0) | 3 (0)  | 4 (0)  | 0 (0) | 21 (0)  |
| Філіпп Сендерос     | захисник    | 2008—2009 | «Арсенал»       | «Арсенал»         | Завершив кар'єру | 14 (0) | 0 (0)  | 5 (0)  | 0 (0) | 19 (0)  |
| Вальтер Б'янкі      | захисник    | 1987—1989 | «Парма»         | «Торіно»          | Завершив кар'єру | 5 (0)  | 11 (0) | 3 (0)  | 0 (0) | 19 (0)  |
| Отто Майєр          | півзахисник | 1909—1910 | Без клубу       | «Расінг Лібертас» | Завершив кар'єру | 13 (1) | 0 (0)  | 0 (0)  | 0 (0) | 13 (1)  |
| Ернст Відмер        | нападник    | 1905—1908 | Без клубу       | Без клубу         | Завершив кар'єру | 11 (3) | 0 (0)  | 0 (0)  | 0 (0) | 11 (3)  |
| Альфред Боссхард    | півзахисник | 1905—1908 | Без клубу       | Без клубу         | Завершив кар'єру | 11 (0) | 0 (0)  | 0 (0)  | 0 (0) | 11 (0)  |
| Ганс Генріх Сутер   | захисник    | 1900—1905 | «Грассгоппер»   | Завершив кар'єру  | Завершив кар'єру | 8 (0)  | 0 (0)  | 0 (0)  | 0 (0) | 8 (0)   |
| Карло Інноченте Бай | захисник    | 1923—1925 | Без клубу       | Без клубу         | Завершив кар'єру | 7 (0)  | 0 (0)  | 0 (0)  | 0 (0) | 7 (0)   |
| Ганс Вальтер Імхофф | нападник    | 1906—1908 | Без клубу       | Без клубу         | Завершив кар'єру | 6 (5)  | 0 (0)  | 0 (0)  | 0 (0) | 6 (5)   |
| Оскар Джозеф Гігер  | півзахисник | 1905—1906 | «Санкт-Галлен»  | Без клубу         | Завершив кар'єру | 6 (1)  | 0 (0)  | 0 (0)  | 0 (0) | 6 (1)   |
| Пол Арнольд Вальті  | півзахисник | 1902—1904 | Без клубу       | «Ювентус»         | Завершив кар'єру | 4 (0)  | 0 (0)  | 0 (0)  | 0 (0) | 4 (0)   |
| Генріх Гейм         | воротар     | 1909—1910 | Без клубу       | Без клубу         | Завершив кар'єру | 4 (-4) | 0 (0)  | 0 (0)  | 0 (0) | 4 (-4)  |
| Еді Отт             | півзахисник | 1909—1912 | Без клубу       | «Расінг Лібертас» | Завершив кар'єру | 4 (0)  | 0 (0)  | 0 (0)  | 0 (0) | 4 (0)   |
| Етторе Негретті     | нападник    | 1900—1902 | «Серветт»       | Без клубу         | Завершив кар'єру | 3 (3)  | 0 (0)  | 0 (0)  | 0 (0) | 3 (3)   |
| Курт Лайс           | півзахисник | 1900—1901 | Без клубу       | «Дженоа»          | Завершив кар'єру | 3 (0)  | 0 (0)  | 0 (0)  | 0 (0) | 3 (0)   |
| Альфреб Габерлен    | півзахисник | 1904      | Без клубу       | Без клубу         | Завершив кар'єру | 3 (0)  | 0 (0)  | 0 (0)  | 0 (0) | 3 (0)   |
| Макс Лайх           | півзахисник | 1908—1909 | Без клубу       | Без клубу         | Завершив кар'єру | 2 (1)  | 0 (0)  | 0 (0)  | 0 (0) | 2 (1)   |
| Альберт Хунцікер    | нападник    | 1909—1910 | Без клубу       | Без клубу         | Завершив кар'єру | 1 (0)  | 0 (0)  | 0 (0)  | 0 (0) | 1 (0)   |
| Альфред Картьє      | захисник    | 1903      | «Дженоа»        | «Дженоа»          | Завершив кар'єру | 1 (0)  | 0 (0)  | 0 (0)  | 0 (0) | 1 (0)   |

### Швеція
| Ім'я               | Позиція     | Період              | Попередній клуб                    | Наступний клуб                     | Теперішній клуб  | ЧІ        | КІ     | ЄК      | ІТ     | Загалом   |
| ------------------ | ----------- | ------------------- | ---------------------------------- | ---------------------------------- | ---------------- | --------- | ------ | ------- | ------ | --------- |
| Нільс Лідгольм     | півзахисник | 1949—1961           | «Норрчепінг»                       | Завершив кар'єру                   | Завершив кар'єру | 359 (81)  | 3 (1)  | 18 (2)  | 14 (5) | 394 (89)  |
| Гуннар Нордаль     | нападник    | 1949—1956           | «Норрчепінг»                       | «Рома»                             | Завершив кар'єру | 257 (210) | 0 (0)  | 11 (11) | 0 (0)  | 268 (221) |
| Златан Ібрагімович | нападник    | 2010—2012 2020—2023 | «Барселона» «Лос-Анджелес Гелаксі» | «Парі Сен-Жермен» Завершив кар'єру | Завершив кар'єру | 125 (76)  | 11 (6) | 26 (10) | 1 (1)  | 163 (93)  |
| Гуннар Грен        | нападник    | 1949—1953           | «Гетеборг»                         | «Фіорентіна»                       | Завершив кар'єру | 133 (38)  | 0 (0)  | 4 (0)   | 0 (0)  | 137 (38)  |
| Курт Хамрін        | нападник    | 1967—1969           | «Фіорентіна»                       | «Наполі»                           | Завершив кар'єру | 36 (9)    | 11 (3) | 14 (5)  | 0 (0)  | 61 (17)   |
| Єспер Блумквіст    | півзахисник | 1996—1997           | «Гетеборг»                         | «Парма»                            | Завершив кар'єру | 20 (1)    | 1 (0)  | 0 (0)   | 0 (0)  | 21 (1)    |
| Андреас Андерссон  | нападник    | 1997—1998           | «Гетеборг»                         | «Ньюкасл Юнайтед»                  | Завершив кар'єру | 13 (3)    | 5 (0)  | 0 (0)   | 0 (0)  | 18 (3)    |

### Шотландія
| Ім'я        | Позиція     | Період    | Попередній клуб     | Наступний клуб   | Теперішній клуб  | ЧІ      | КІ     | ЄК    | ІТ    | Загалом |
| ----------- | ----------- | --------- | ------------------- | ---------------- | ---------------- | ------- | ------ | ----- | ----- | ------- |
| Джо Джордан | нападник    | 1981—1983 | «Манчестер Юнайтед» | «Верона»         | Завершив кар'єру | 52 (12) | 10 (7) | 0 (0) | 4 (1) | 66 (20) |
| Джек Дімент | півзахисник | 1909—1910 | «Торіно»            | Завершив кар'єру | Завершив кар'єру | 5 (0)   | 0 (0)  | 0 (0) | 0 (0) | 5 (0)   |

### Югославія
| Ім'я           | Позиція     | Період    | Попередній клуб | Наступний клуб  | Теперішній клуб  | ЧІ      | КІ     | ЄК     | ІТ    | Загалом  |
| -------------- | ----------- | --------- | --------------- | --------------- | ---------------- | ------- | ------ | ------ | ----- | -------- |
| Деян Савичевич | півзахисник | 1992—1998 | «Црвена Звезда» | «Црвена Звезда» | Завершив кар'єру | 97 (21) | 20 (7) | 21 (6) | 6 (1) | 144 (35) |

## Азія та Океанія

### Австралія
| Ім'я         | Позиція | Період    | Попередній клуб | Наступний клуб | Теперішній клуб  | ЧІ       | КІ      | ЄК     | ІТ    | Загалом  |
| ------------ | ------- | --------- | --------------- | -------------- | ---------------- | -------- | ------- | ------ | ----- | -------- |
| Желько Калац | воротар | 2005—2009 | «Перуджа»       | «Кавала»       | Завершив кар'єру | 38 (-38) | 9 (-13) | 9 (-7) | 0 (0) | 56 (-58) |

### Японія
| Ім'я          | Позиція  | Період    | Попередній клуб | Наступний клуб | Теперішній клуб | ЧІ     | КІ     | ЄК    | ІТ    | Загалом |
| ------------- | -------- | --------- | --------------- | -------------- | --------------- | ------ | ------ | ----- | ----- | ------- |
| Кейсуке Хонда | нападник | 2014—2017 | «ЦСКА»          | «Пачука»       | Без клубу       | 81 (9) | 11 (2) | 0 (0) | 0 (0) | 92 (11) |

## Африка

### Алжир
| Ім'я             | Позиція     | Період    | Попередній клуб | Наступний клуб | Теперішній клуб  | ЧІ      | КІ    | ЄК     | ІТ    | Загалом |
| ---------------- | ----------- | --------- | --------------- | -------------- | ---------------- | ------- | ----- | ------ | ----- | ------- |
| Ісмаель Беннасер | півзахисник | 2019—     | «Емполі»        | —              | «Мілан»          | 131 (7) | 8 (0) | 30 (1) | 1 (0) | 170 (8) |
| Джамель Месбах   | захисник    | 2012—2013 | «Лечче»         | «Парма»        | «Етуаль»         | 9 (0)   | 2 (1) | 3 (0)  | 0 (0) | 14 (1)  |
| Самір Белуфа     | захисник    | 1997—2000 | «Канн»          | «Беєрсхот»     | Завершив кар'єру | 0 (0)   | 0 (0) | 0 (0)  | 0 (0) | 0 (0)   |

### Габон
| Ім'я              | Позиція  | Період    | Попередній клуб  | Наступний клуб  | Теперішній клуб  | ЧІ    | КІ    | ЄК    | ІТ    | Загалом |
| ----------------- | -------- | --------- | ---------------- | --------------- | ---------------- | ----- | ----- | ----- | ----- | ------- |
| Віллі Обамеянг    | нападник | 2007—2011 | Вихованець клубу | «Кілмарнок»     | Завершив кар'єру | 0 (0) | 1 (0) | 0 (0) | 0 (0) | 1 (0)   |
| Катіліна Обамеянг | нападник | 2002—2006 | Вихованець клубу | «105 Лібревіль» | Завершив кар'єру | 1 (0) | 0 (0) | 0 (0) | 0 (0) | 1 (0)   |

### Гана
| Ім'я                | Позиція     | Період         | Попередній клуб      | Наступний клуб            | Теперішній клуб  | ЧІ      | КІ    | ЄК     | ІТ    | Загалом  |
| ------------------- | ----------- | -------------- | -------------------- | ------------------------- | ---------------- | ------- | ----- | ------ | ----- | -------- |
| Кевін-Прінс Боатенг | півзахисник | 2010—2013 2016 | «Дженоа» «Шальке 04» | «Шальке 04» «Лас-Пальмас» | «Герта»          | 85 (11) | 5 (0) | 23 (6) | 1 (1) | 114 (18) |
| Саллі Мунтарі       | півзахисник | 2012—2015      | «Інтернаціонале»     | «Аль-Іттіхад»             | «Гартс оф Оук»   | 70 (11) | 3 (0) | 10 (2) | 0 (0) | 83 (13)  |
| Майкл Ессьєн        | півзахисник | 2014—2015      | «Челсі»              | «Панатінаїкос»            | Завершив кар'єру | 20 (0)  | 0 (0) | 2 (0)  | 0 (0) | 22 (0)   |

### Гвінея
| Ім'я          | Позиція  | Період    | Попередній клуб | Наступний клуб | Теперішній клуб  | ЧІ     | КІ    | ЄК     | ІТ    | Загалом |
| ------------- | -------- | --------- | --------------- | -------------- | ---------------- | ------ | ----- | ------ | ----- | ------- |
| Кевін Констан | захисник | 2012—2014 | «Дженоа»        | «Трабзонспор»  | Завершив кар'єру | 45 (0) | 0 (0) | 12 (0) | 0 (0) | 57 (0)  |

### Кот-д'Івуар
| Ім'я         | Позиція     | Період    | Попередній клуб | Наступний клуб | Теперішній клуб | ЧІ       | КІ     | ЄК     | ІТ    | Загалом  |
| ------------ | ----------- | --------- | --------------- | -------------- | --------------- | -------- | ------ | ------ | ----- | -------- |
| Франк Кесс'є | півзахисник | 2017—2022 | «Аталанта»      | «Барселона»    | «Барселона»     | 174 (35) | 17 (1) | 31 (1) | 1 (0) | 223 (37) |

### Ліберія
| Ім'я       | Позиція  | Період    | Попередній клуб   | Наступний клуб | Теперішній клуб  | ЧІ       | КІ     | ЄК     | ІТ    | Загалом  |
| ---------- | -------- | --------- | ----------------- | -------------- | ---------------- | -------- | ------ | ------ | ----- | -------- |
| Джордж Веа | нападник | 1995—1999 | «Парі Сен-Жермен» | «Челсі»        | Завершив кар'єру | 114 (46) | 19 (5) | 12 (7) | 2 (0) | 147 (58) |

### Малі
| Ім'я         | Позиція     | Період    | Попередній клуб | Наступний клуб | Теперішній клуб  | ЧІ   | КІ    | ЄК    | ІТ    | Загалом |
| ------------ | ----------- | --------- | --------------- | -------------- | ---------------- | ---- | ----- | ----- | ----- | ------- |
| Бакає Траоре | півзахисник | 2012—2014 | «Нансі»         | «Бурсаспор»    | Завершив кар'єру | 7 0) | 1 (0) | 1 (0) | 0 (0) | 9 (0)   |

### Марокко
| Ім'я          | Позиція     | Період | Попередній клуб        | Наступний клуб         | Теперішній клуб | ЧІ     | КІ    | ЄК    | ІТ    | Загалом |
| ------------- | ----------- | ------ | ---------------------- | ---------------------- | --------------- | ------ | ----- | ----- | ----- | ------- |
| Адель Таарабт | півзахисник | 2014   | «Квінз Парк Рейнджерс» | «Квінз Парк Рейнджерс» | «Бенфіка»       | 14 (4) | 0 (0) | 2 (0) | 0 (0) | 16 (4)  |

### Нігерія
| Ім'я             | Позиція  | Період    | Попередній клуб  | Наступний клуб   | Теперішній клуб  | ЧІ     | КІ    | ЄК    | ІТ    | Загалом |
| ---------------- | -------- | --------- | ---------------- | ---------------- | ---------------- | ------ | ----- | ----- | ----- | ------- |
| Самуель Чуквуезе | нападник | 2023—     | «Вільярреал»     | —                | «Мілан»          | 24 (1) | 1 (0) | 8 (2) | 0 (0) | 33 (3)  |
| Тає Тайво        | захисник | 2011—2013 | «Марсель»        | «Бурсаспор»      | Завершив кар'єру | 4 (0)  | 0 (0) | 4 (0) | 0 (0) | 8 (0)   |
| Тарібо Вест      | захисник | 2000—2001 | «Інтернаціонале» | «Кайзерслаутерн» | Завершив кар'єру | 4 (1)  | 0 (0) | 0 (0) | 0 (0) | 4 (1)   |
| Алію Датті       | нападник | 1998—2003 | «Ревенна»        | «Стандард»       | Завершив кар'єру | 2 (0)  | 1 (0) | 0 (0) | 0 (0) | 3 (0)   |
| Ннамді Одуамаді  | нападник | 2011—2018 | Вихованець клубу | «Тирана»         | «Крема»          | 1 (0)  | 0 (0) | 0 (0) | 0 (0) | 1 (0)   |
| Кінгслі Умунегбу | нападник | 2007—2011 | Вихованець клубу | «К'яссо»         | Завершив кар'єру | 0 (0)  | 1 (0) | 0 (0) | 0 (0) | 1 (0)   |

### Сенегал
| Ім'я            | Позиція  | Період    | Попередній клуб | Наступний клуб | Теперішній клуб  | ЧІ     | КІ    | ЄК    | ІТ    | Загалом |
| --------------- | -------- | --------- | --------------- | -------------- | ---------------- | ------ | ----- | ----- | ----- | ------- |
| Мбай Ньянг      | нападник | 2012—2018 | «Кан»           | «Торіно»       | «Бордо»          | 67 (8) | 7 (4) | 5 (0) | 0 (0) | 79 (12) |
| Фоде Балло-Туре | захисник | 2021—2025 | «Монако»        | «Гавр»         | «Гавр»           | 20 (1) | 0 (0) | 6 (0) | 0 (0) | 26 (1)  |
| Мохамед Сарр    | захисник | 2001—2005 | «Тревізо»       | «Стандард»     | Завершив кар'єру | 1 (0)  | 0 (0) | 2 (1) | 0 (0) | 3 (1)   |

### Сьєрра-Леоне
| Ім'я           | Позиція     | Період    | Попередній клуб  | Наступний клуб | Теперішній клуб  | ЧІ    | КІ    | ЄК    | ІТ    | Загалом |
| -------------- | ----------- | --------- | ---------------- | -------------- | ---------------- | ----- | ----- | ----- | ----- | ------- |
| Родні Страссер | півзахисник | 2008—2013 | Вихованець клубу | «Дженоа»       | Завершив кар'єру | 6 (1) | 1 (0) | 2 (0) | 0 (0) | 9 (1)   |

## Південна Америка

### Аргентина
| Ім'я                | Позиція     | Період              | Попередній клуб        | Наступний клуб     | Теперішній клуб    | ЧІ      | КІ     | ЄК     | ІТ     | Загалом |
| ------------------- | ----------- | ------------------- | ---------------------- | ------------------ | ------------------ | ------- | ------ | ------ | ------ | ------- |
| Чезаре Ловаті       | нападник    | 1910—1922           | Без клубу              | Без клубу          | Завершив кар'єру   | 101 (6) | 0 (0)  | 0 (0)  | 13 (1) | 114 (7) |
| Ернесто Грілло      | півзахисник | 1957—1960           | «Індепендьєнте»        | «Бока Хуніорс»     | Завершив кар'єру   | 79 (19) | 5 (3)  | 11 (6) | 1 (2)  | 96 (30) |
| Гулі                | півзахисник | 1998—2001           | «Хімнасія і Есгріма»   | «Інтернаціонале»   | Завершив кар'єру   | 57 (6)  | 9 (4)  | 11 (0) | 1 (1)  | 78 (11) |
| Хосе Шамот          | захисник    | 2000—2003           | «Атлетіко»             | «Леганес»          | Завершив кар'єру   | 51 (0)  | 9 (0)  | 15 (0) | 0 (0)  | 75 (0)  |
| Матео Мусаккіо      | захисник    | 2017—2021           | «Вільярреал»           | «Лаціо»            | Без клубу          | 63 (1)  | 4 (0)  | 8 (1)  | 0 (0)  | 74 (2)  |
| Лукас Білья         | півзахисник | 2017—2020           | «Лаціо»                | «Фатіх Карагюмрюк» | «Фатіх Карагюмрюк» | 58 (2)  | 5 (0)  | 7 (0)  | 0 (0)  | 70 (2)  |
| Ернесто Куччіароні  | нападник    | 1956—1958           | «Бока Хуніорс»         | «Сампдорія»        | Завершив кар'єру   | 40 (7)  | 3 (1)  | 6 (1)  | 2 (1)  | 51 (10) |
| Едуардо Ріканьї     | півзахисник | 1954—1956           | «Ювентус»              | «Торіно»           | Завершив кар'єру   | 43 (11) | 0 (0)  | 3 (2)  | 2 (1)  | 48 (14) |
| Ернан Креспо        | нападник    | 2004—2005           | «Челсі»                | «Челсі»            | Завершив кар'єру   | 28 (10) | 1 (1)  | 10 (6) | 1 (0)  | 40 (17) |
| Роберто Аяла        | захисник    | 1998—2000           | «Наполі»               | «Валенсія»         | Завершив кар'єру   | 24 (0)  | 5 (0)  | 6 (0)  | 0 (0)  | 35 (0)  |
| Сантьяго Вернацца   | нападник    | 1960—1961           | «Палермо»              | «Віченца»          | Завершив кар'єру   | 29 (14) | 2 (1)  | 0 (0)  | 2 (0)  | 33 (15) |
| Фернандо Редондо    | півзахисник | 2000—2004           | «Реал Мадрид»          | Завершив кар'єру   | Завершив кар'єру   | 16 (0)  | 11 (0) | 6 (0)  | 0 (0)  | 33 (0)  |
| Антоніо Анджелілло  | нападник    | 1965—1966 1967—1968 | «Рома» «Лекко»         | «Лекко» «Дженоа»   | Завершив кар'єру   | 14 (2)  | 7 (0)  | 9 (2)  | 1 (0)  | 30 (4)  |
| Гонсало Ігуаїн      | нападник    | 2018—2019           | «Ювентус»              | «Ювентус»          | «Інтер Маямі»      | 15 (6)  | 1 (0)  | 5 (2)  | 1 (0)  | 22 (8)  |
| Хосе Ернесто Соса   | півзахисник | 2016—2018           | «Бешикташ»             | «Трабзонспор»      | «Фенербахче»       | 18 (0)  | 1 (0)  | 0 (0)  | 0 (0)  | 19 (0)  |
| Леонель Ванджіоні   | захисник    | 2016—2017           | «Рівер Плейт»          | «Монтеррей»        | «Ньюеллс Олд Бойз» | 15 (0)  | 0 (0)  | 0 (0)  | 0 (0)  | 15 (0)  |
| Лукас Окампос       | нападник    | 2017                | «Марсель»              | «Марсель»          | «Севілья»          | 12 (0)  | 0 (0)  | 0 (0)  | 0 (0)  | 12 (0)  |
| Максі Лопес         | нападник    | 2012                | «Катанія»              | «Катанія»          | Завершив кар'єру   | 8 (1)   | 2 (1)  | 1 (0)  | 0 (0)  | 11 (2)  |
| Хосе Понзінібіо     | нападник    | 1930—1931           | «Естудіантес Пауліста» | Завершив кар'єру   | Завершив кар'єру   | 5 (0)   | 0 (0)  | 0 (0)  | 0 (0)  | 5 (0)   |
| Фабрісіо Колоччіні  | захисник    | 1999—2005           | «Бока Хуніорс»         | «Депортіво»        | Завершив кар'єру   | 1 (0)   | 3 (0)  | 1 (0)  | 0 (0)  | 5 (0)   |
| Лука Ромеро         | півзахисник | 2023—2025           | «Лаціо»                | «Крус Асуль»       | «Крус Асуль»       | 4 (0)   | 1 (0)  | 0 (0)  | 0 (0)  | 5 (0)   |
| Матіас Сільвестре   | захисник    | 2013—2014           | «Інтернаціонале»       | «Інтернаціонале»   | «Віртус Ентелла»   | 4 (1)   | 0 (0)  | 0 (0)  | 0 (0)  | 4 (1)   |
| Леандро Грімі       | захисник    | 2007—2008           | «Расінг»               | «Спортінг»         | «Уракан»           | 3 (0)   | 1 (0)  | 0 (0)  | 0 (0)  | 4 (0)   |
| Луїс Сесар Карнілья | півзахисник | 1966—1967           | «Сампдорія»            | «Чезена»           | Завершив кар'єру   | 0 (0)   | 1 (0)  | 0 (0)  | 2 (0)  | 3 (0)   |
| Марко Пеллегріно    | захисник    | 2023—               | «Платенсе»             |                    | «Уракан»           | 1 (0)   | 0 (0)  | 0 (0)  | 0 (0)  | 1 (0)   |

### Бразилія
| Ім'я                 | Позиція     | Період              | Попередній клуб              | Наступний клуб               | Теперішній клуб       | ЧІ         | КІ     | ЄК       | ІТ      | Загалом    |
| -------------------- | ----------- | ------------------- | ---------------------------- | ---------------------------- | --------------------- | ---------- | ------ | -------- | ------- | ---------- |
| Кака                 | півзахисник | 2003—2009 2013—2014 | «Сан-Паулу» «Реал Мадрид»    | «Реал Мадрид» «Орландо Сіті» | Завершив кар'єру      | 223 (77)   | 11 (0) | 68 (25)  | 5 (2)   | 307 (104)  |
| Діда                 | воротар     | 2000—2010           | «Корінтіанс»                 | «Португеза Деспортос»        | Завершив кар'єру      | 206 (-163) | 6 (-9) | 84 (-68) | 6 (-4)  | 302 (-244) |
| Сержіньйо            | захисник    | 1999—2008           | «Сан-Паулу»                  | Завершив кар'єру             | Завершив кар'єру      | 185 (18)   | 27 (3) | 67 (3)   | 2 (0)   | 281 (24)   |
| Жозе Алтафіні        | нападник    | 1958—1965           | «Палмейрас»                  | «Наполі»                     | Завершив кар'єру      | 205 (120)  | 9 (9)  | 19 (20)  | 13 (12) | 246 (161)  |
| Анджело Сормані      | нападник    | 1965—1970           | «Сампдорія»                  | «Наполі»                     | Завершив кар'єру      | 134 (45)   | 18 (7) | 24 (11)  | 4 (2)   | 180 (65)   |
| Кафу                 | захисник    | 2003—2008           | «Рома»                       | Завершив кар'єру             | Завершив кар'єру      | 119 (4)    | 7 (0)  | 35 (0)   | 5 (0)   | 166 (4)    |
| Алешандре Пату       | нападник    | 2007—2013           | «Інтернасьйонал»             | «Корінтіанс»                 | «Орландо Сіті»        | 117 (51)   | 4 (3)  | 28 (9)   | 1 (0)   | 150 (63)   |
| Робінью              | нападник    | 2010—2015           | «Манчестер Сіті»             | «Гуанчжоу»                   | Завершив кар'єру      | 108 (25)   | 10 (3) | 25 (4)   | 1 (0)   | 144 (31)   |
| Амарілдо             | нападник    | 1963—1967           | «Ботафого»                   | «Фіорентіна»                 | Завершив кар'єру      | 107 (32)   | 7 (3)  | 14 (1)   | 3 (2)   | 131 (38)   |
| Леонардо             | півзахисник | 1997—2001 2002—2003 | «Парі Сен-Жермен» «Фламенгу» | «Сан-Паулу» Завершив кар'єру | Завершив кар'єру      | 97 (22)    | 17 (6) | 10 (2)   | 0 (0)   | 124 (30)   |
| Тіагу Сілва          | захисник    | 2009—2012           | «Флуміненсе»                 | «Парі Сен-Жермен»            | «Челсі»               | 93 (5)     | 5 (0)  | 20 (1)   | 1 (0)   | 119 (6)    |
| Роналдінью           | нападник    | 2008—2011           | «Барселона»                  | «Фламенгу»                   | Завершив кар'єру      | 76 (20)    | 1 (0)  | 18 (6)   | 0 (0)   | 95 (26)    |
| Діно Сані            | півзахисник | 1961—1964           | «Бока Хуніорс»               | «Корінтіанс»                 | Завершив кар'єру      | 64 (14)    | 1 (0)  | 9 (2)    | 5 (4)   | 79 (20)    |
| Роке Жуніор          | захисник    | 2000—2004           | «Палмейрас»                  | «Баєр 04»                    | Завершив кар'єру      | 44 (0)     | 12 (0) | 19 (0)   | 0 (0)   | 75 (0)     |
| Елізіо Габардо       | півзахисник | 1935—1938           | «Флуміненсе»                 | «Самп'єрдаренезе»            | Завершив кар'єру      | 62 (9)     | 8 (2)  | 0 (0)    | 1 (0)   | 71 (11)    |
| Жуніор Мессіас       | півзахисник | 2021—2023           | «Кротоне»                    | «Дженоа»                     | «Дженоа»              | 51 (10)    | 5 (0)  | 11 (2)   | 1 (0)   | 68 (12)    |
| Вісенте Арноні       | нападник    | 1935—1936 1937—1938 | «Палмейрас»                  | «Палмейрас» «Флуміненсе»     | Завершив кар'єру      | 48 (10)    | 9 (1)  | 0 (0)    | 0 (0)   | 57 (11)    |
| Алекс                | захисник    | 2014—2016           | «Парі Сен-Жермен»            | Завершив кар'єру             | Завершив кар'єру      | 46 (4)     | 2 (0)  | 0 (0)    | 0 (0)   | 48 (4)     |
| Лукас Пакета         | півзахисник | 2019—2020           | «Фламенгу»                   | «Ліон»                       | «Ліон»                | 37 (1)     | 6 (0)  | 0 (0)    | 1 (0)   | 44 (1)     |
| Рівалдо              | нападник    | 2002—2003           | «Барселона»                  | «Крузейро»                   | Завершив кар'єру      | 22 (5)     | 3 (1)  | 14 (2)   | 1 (0)   | 40 (8)     |
| Емерсон Феррейра     | півзахисник | 2007—2009           | «Реал Мадрид»                | «Сантус»                     | Завершив кар'єру      | 27 (0)     | 3 (0)  | 8 (0)    | 2 (0)   | 40 (0)     |
| Рікарду Олівейра     | нападник    | 2006—2008           | «Реал Бетіс»                 | «Реал Сарагоса»              | «Атлетік»             | 26 (3)     | 5 (2)  | 6 (0)    | 0 (0)   | 37 (5)     |
| Луїс Адріану         | нападник    | 2015—2017           | «Шахтар»                     | «Спартак»                    | «Палмейрас»           | 33 (4)     | 3 (2)  | 0 (0)    | 0 (0)   | 36 (6)     |
| Роналду              | нападник    | 2007—2008           | «Реал Мадрид»                | «Корінтіанс»                 | Завершив кар'єру      | 20 (9)     | 0 (0)  | 0 (0)    | 0 (0)   | 20 (9)     |
| Андре Круз           | захисник    | 1997—1999           | «Наполі»                     | «Торіно»                     | Завершив кар'єру      | 13 (1)     | 4 (1)  | 0 (0)    | 0 (0)   | 17 (2)     |
| Емануеле Дель Веккьо | нападник    | 1962—1963           | «Падова»                     | «Бока Хуніорс»               | Завершив кар'єру      | 9 (3)      | 1 (0)  | 0 (0)    | 0 (0)   | 10 (3)     |
| Лео Дуарте           | захисник    | 2019—2021           | «Фламенгу»                   | «Істанбул Башакшехір»        | «Істанбул Башакшехір» | 7 (0)      | 0 (0)  | 2 (0)    | 0 (0)   | 9 (0)      |
| Габріел              | воротар     | 2012—2018           | «Крузейро»                   | «Перуджа»                    | «Лечче»               | 7 (-10)    | 0 (0)  | 0 (0)    | 0 (0)   | 7 (-10)    |
| Амантіно Мансіні     | нападник    | 2010                | «Інтернаціонале»             | «Інтернаціонале»             | Завершив кар'єру      | 7 (0)      | 0 (0)  | 0 (0)    | 0 (0)   | 7 (0)      |
| Германо              | нападник    | 1962—1963           | «Фламенгу»                   | «Дженоа»                     | Завершив кар'єру      | 2 (2)      | 1 (0)  | 2 (1)    | 0 (0)   | 5 (3)      |
| Марсіо Аморозо       | нападник    | 2006                | «Сан-Паулу»                  | «Корінтіанс»                 | Завершив кар'єру      | 4 (1)      | 1 (0)  | 0 (0)    | 0 (0)   | 5 (1)      |
| Жуліо Сезар          | захисник    | 2000                | «Реал Мадрид»                | «Реал Мадрид»                | Завершив кар'єру      | 4 (0)      | 0 (0)  | 0 (0)    | 0 (0)   | 4 (0)      |
| Родріго Елі          | захисник    | 2015—2017           | «Авелліно 1912»              | «Депортіво Алавес»           | «Альмерія»            | 3 (0)      | 1 (0)  | 0 (0)    | 0 (0)   | 4 (0)      |
| Діган                | захисник    | 2005—2011           | Вихованець клубу             | «Нью-Йорк Ред Буллз»         | Завершив кар'єру      | 1 (0)      | 2 (0)  | 0 (0)    | 0 (0)   | 3 (0)      |
| Феліпе Маттіоні      | захисник    | 2009                | «Греміо»                     | «Греміо»                     | Завершив кар'єру      | 1 (0)      | 0 (0)  | 0 (0)    | 0 (0)   | 1 (0)      |
| Клейтон              | захисник    | 2002—2006           | «Болонья»                    | «Варезе»                     | Завершив кар'єру      | 0 (0)      | 1 (0)  | 0 (0)    | 0 (0)   | 1 (0)      |

### Колумбія
| Ім'я            | Позиція  | Період    | Попередній клуб | Наступний клуб | Теперішній клуб           | ЧІ      | КІ     | ЄК     | ІТ    | Загалом |
| --------------- | -------- | --------- | --------------- | -------------- | ------------------------- | ------- | ------ | ------ | ----- | ------- |
| Крістіан Сапата | захисник | 2012—2019 | «Вільярреал»    | «Дженоа»       | «Сан-Лоренсо де Альмагро» | 111 (3) | 10 (0) | 26 (2) | 1 (0) | 148 (5) |
| Карлос Бакка    | нападник | 2015—2018 | «Севілья»       | «Вільярреал»   | «Гранада»                 | 70 (31) | 6 (3)  | 0 (0)  | 1 (0) | 77 (34) |
| Маріо Єпес      | захисник | 2010—2013 | «К'єво»         | «Аталанта»     | Завершив кар'єру          | 38 (1)  | 3 (1)  | 5 (0)  | 0 (0) | 46 (2)  |
| Пабло Армеро    | захисник | 2014—2015 | «Удінезе»       | «Удінезе»      | Завершив кар'єру          | 8 (0)   | 0 (0)  | 0 (0)  | 0 (0) | 8 (0)   |

### Парагвай
| Ім'я          | Позиція  | Період    | Попередній клуб | Наступний клуб | Теперішній клуб | ЧІ     | КІ    | ЄК    | ІТ    | Загалом |
| ------------- | -------- | --------- | --------------- | -------------- | --------------- | ------ | ----- | ----- | ----- | ------- |
| Густаво Гомес | захисник | 2016—2019 | «Ланус»         | «Палмейрас»    | «Палмейрас»     | 18 (0) | 1 (0) | 1 (0) | 0 (0) | 20 (0)  |

### Перу
| Ім'я           | Позиція     | Період    | Попередній клуб | Наступний клуб | Теперішній клуб  | ЧІ     | КІ    | ЄК    | ІТ    | Загалом |
| -------------- | ----------- | --------- | --------------- | -------------- | ---------------- | ------ | ----- | ----- | ----- | ------- |
| Віктор Бенітез | півзахисник | 1962—1965 | «Бока Хуніорс»  | «Рома»         | Завершив кар'єру | 38 (2) | 1 (0) | 3 (0) | 2 (0) | 44 (2)  |

### Уругвай
| Ім'я                    | Позиція     | Період    | Попередній клуб     | Наступний клуб      | Теперішній клуб   | ЧІ       | КІ    | ЄК     | ІТ    | Загалом  |
| ----------------------- | ----------- | --------- | ------------------- | ------------------- | ----------------- | -------- | ----- | ------ | ----- | -------- |
| Хуан-Альберто Скьяффіно | півзахисник | 1954—1960 | «Пеньяроль»         | «Рома»              | Завершив кар'єру  | 149 (47) | 5 (2) | 13 (8) | 4 (3) | 171 (60) |
| Етторе Пурічеллі        | нападник    | 1945—1949 | «Болонья»           | «Леньяно»           | Завершив кар'єру  | 79 (40)  | 0 (0) | 0 (0)  | 0 (0) | 79 (40)  |
| Хуліо Бавастро          | нападник    | 1910—1913 | Без клубу           | «Інтернаціонале»    | Завершив кар'єру  | 37 (4)   | 0 (0) | 0 (0)  | 0 (0) | 37 (4)   |
| Дієго Лаксальт          | захисник    | 2018—2021 | «Дженоа»            | «Динамо» (Москва)   | «Динамо» (Москва) | 24 (0)   | 6 (0) | 5 (0)  | 0 (0) | 35 (0)   |
| Пабло Гарсія            | півзахисник | 2000—2002 | «Атлетіко Мадрид Б» | «Осасуна»           | Завершив кар'єру  | 5 (0)    | 0 (0) | 1 (0)  | 0 (0) | 6 (0)    |
| Альсідес Гіджа          | нападник    | 1961—1962 | «Рома»              | «Данубіо»           | Завершив кар'єру  | 4 (0)    | 0 (0) | 0 (0)  | 1 (0) | 5 (0)    |
| Матіас Кардасіо         | півзахисник | 2008—2009 | «Насьйональ»        | «Атланте»           | Завершив кар'єру  | 1 (0)    | 1 (0) | 0 (0)  | 0 (0) | 2 (0)    |
| Табаре В'юдес           | півзахисник | 2008—2009 | «Дефенсор Спортінг» | «Дефенсор Спортінг» | «Серро»           | 1 (0)    | 0 (0) | 0 (0)  | 0 (0) | 1 (0)    |
| Аттіліо Фірпі           | воротар     | 1905      | Без клубу           | Без клубу           | Завершив кар'єру  | 1 (-7)   | 0 (0) | 0 (0)  | 0 (0) | 1 (-7)   |

### Чилі
| Ім'я             | Позиція  | Період    | Попередній клуб | Наступний клуб | Теперішній клуб      | ЧІ     | КІ    | ЄК    | ІТ    | Загалом |
| ---------------- | -------- | --------- | --------------- | -------------- | -------------------- | ------ | ----- | ----- | ----- | ------- |
| Матіас Фернандес | захисник | 2016—2017 | «Фіорентіна»    | «Фіорентіна»   | «Депортес Ла Серена» | 13 (1) | 0 (0) | 0 (0) | 0 (0) | 13 (1)  |

## Північна Америка

### Мексика
| Ім'я             | Позиція  | Період | Попередній клуб | Наступний клуб | Теперішній клуб | ЧІ    | КІ    | ЄК    | ІТ    | Загалом |
| ---------------- | -------- | ------ | --------------- | -------------- | --------------- | ----- | ----- | ----- | ----- | ------- |
| Сантьяго Хіменес | нападник | 2025—  | «Феєнорд»       | —              | «Мілан»         | 0 (0) | 0 (0) | 0 (0) | 0 (0) | 0 (0)   |

### США
| Ім'я             | Позиція     | Період    | Попередній клуб | Наступний клуб | Теперішній клуб  | ЧІ      | КІ    | ЄК     | ІТ    | Загалом |
| ---------------- | ----------- | --------- | --------------- | -------------- | ---------------- | ------- | ----- | ------ | ----- | ------- |
| Крістіан Пулишич | нападник    | 2023—     | «Челсі»         | —              | «Мілан»          | 36 (12) | 2 (0) | 12 (3) | 0 (0) | 50 (15) |
| Юнус Муса        | півзахисник | 2023—     | «Валенсія»      | —              | «Мілан»          | 30 (0)  | 1 (0) | 9 (0)  | 0 (0) | 40 (0)  |
| Сержиньйо Дест   | захисник    | 2022—2023 | «Барселона»     | «Барселона»    | «Барселона»      | 8 (0)   | 1 (0) | 4 (0)  | 1 (0) | 14 (0)  |
| Огучі Оньєву     | захисник    | 2009—2011 | «Стандард»      | «Спортінг»     | Завершив кар'єру | 0 (0)   | 0 (0) | 1 (0)  | 0 (0) | 1 (0)   |